# Municipio de Wakeman
El municipio de Wakeman (en inglés: Wakeman Township) es un municipio ubicado en el condado de Huron en el estado estadounidense de Ohio. En el año 2010 tenía una población de 2731 habitantes y una densidad poblacional de 41,41 personas por km².

## Geografía
El municipio de Wakeman se encuentra ubicado en las coordenadas 41°15′3″N 82°23′43″O / 41.25083, -82.39528. Según la Oficina del Censo de los Estados Unidos, el municipio tiene una superficie total de 65.96 km², de la cual 65,34 km² corresponden a tierra firme y (0,93 %) 0,61 km² es agua.

## Demografía
Según el censo de 2010, había 2731 personas residiendo en el municipio de Wakeman. La densidad de población era de 41,41 hab./km². De los 2731 habitantes, el municipio de Wakeman estaba compuesto por el 97,77 % blancos, el 0,18 % eran afroamericanos, el 0,11 % eran amerindios, el 0,18 % eran asiáticos, el 0,33 % eran de otras razas y el 1,43 % eran de una mezcla de razas. Del total de la población el 1,98 % eran hispanos o latinos de cualquier raza.